# Rtvéli
 (juin 2021).

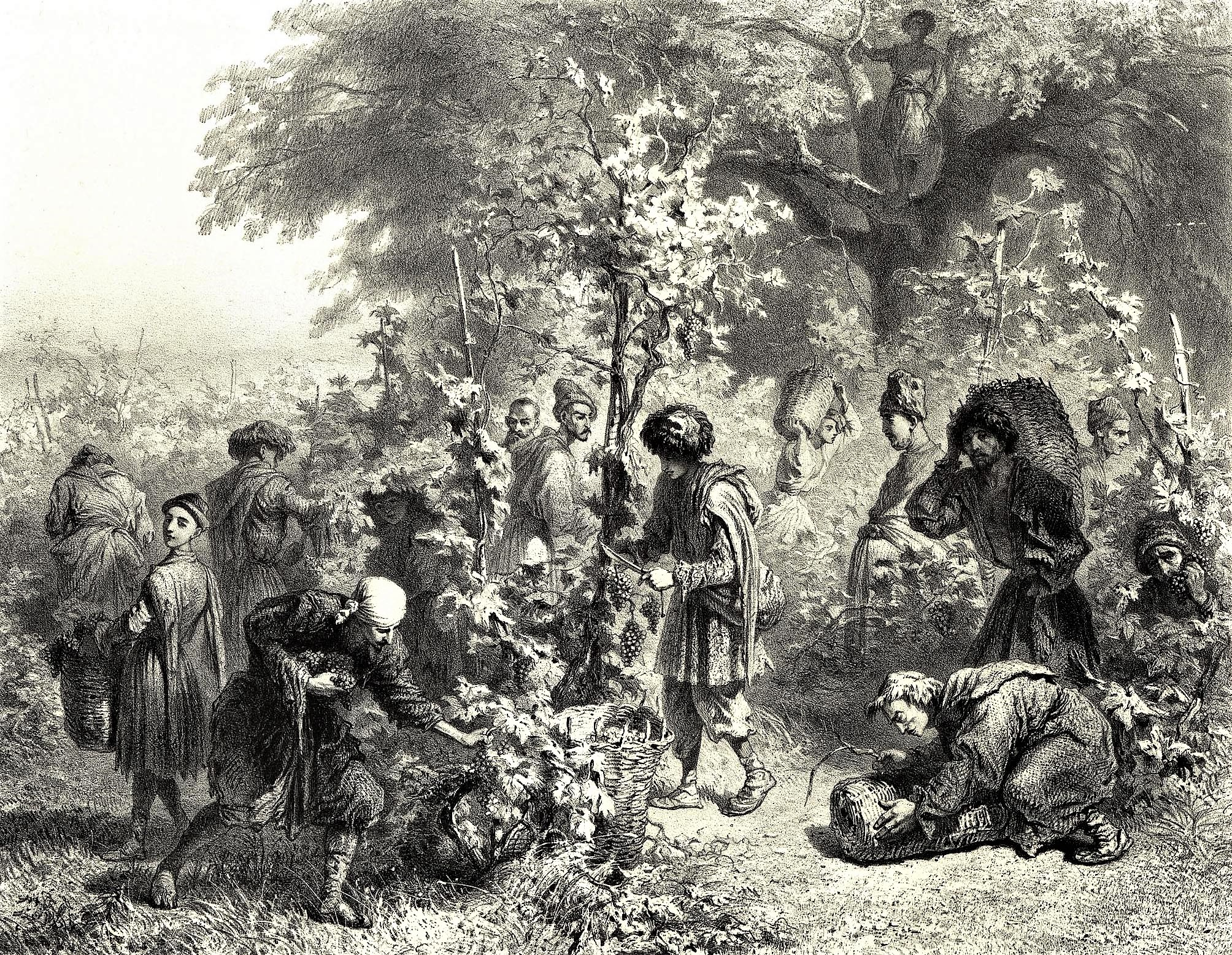
Rtvéli en Kakhétie par Grigory Gagarin, 1847.

Le Rtvéli (en géorgien : რთველი) est la fête traditionnelle des vendanges et des récoltes de raisin en Géorgie toujours accompagnée de supra, d'événements musicaux et d'autres célébrations. Il a habituellement lieu fin septembre dans l'est de la Géorgie et à la mi-octobre dans l'ouest de la Géorgie.
En Géorgie, où le vin a une signification sacrée et où l'on trouve les premières traces de vinification au monde (il y a 8 000 ans), la tradition du rtvéli remonte à l'Antiquité et trouve ses racines dans la fête de l'abondance et de la variété de la mi-automne. Le rtvéli dure généralement plusieurs jours, les gens commencent à travailler tôt le matin et terminent la journée par un festin accompagné de chansons folkloriques comme par exemple le Mravaljamieri,,.